# Wittkulle
Wittkulle ist ein aus einer Hofschaft hervorgegangener Wohnplatz im Stadtteil Wald der bergischen Großstadt Solingen. An der Wittkulle lag der Unternehmenssitz der bedeutenden Rasiermesserfabrik Carl Friedrich Ern, die um die Jahrhundertwende 19./20. Jahrhundert durch die Erfindung der Schleifmaschine für Rasiermesser die Massenproduktion ermöglichte und dadurch weltweit erfolgreich wurde.:102

## Geographie
Wittkulle befindet sich im Westen des Walder Stadtkernes, die ursprüngliche Hofschaft Wittkulle lag an der Einmündung der Mittelitterstraße in die Wittkuller Straße nördlich des Walder Stadions. Der Ort liegt auf einem Höhenzug südlich des Ittertals auf etwa 185 Metern über NHN. Nördlich, am Ufer der Itter, befindet sich Mittelitter mit dem Freibad und der Eislaufbahn Ittertal. Im Osten liegen Friesenhäuschen und Rolsberg. Südöstlich von Wittkulle liegt Krausen, südlich befinden sich Alten- und Wiedenhof. Im Westen Itterberg, Felder Hof und Adamsfeld.

## Etymologie
Der Ortsname wird 1624 als Uff der Weidt Koulen, 1727 als Auf der Witkuhlen und 1828 als Wittkuhl erwähnt. Der Namenszusatz Auf der Wittkulle deutet auf die Höhenlage des Ortes hin. Eine Kulle ist eine Grube, vermutlich ist damit eine Lehmgrube gemeint, deren Lehm für den Bau von Fachwerkhäusern von großer Wichtigkeit war. Von diesen Lehmgruben waren in den 1930er Jahren in den Itterhöhen wohl noch einige vorhanden, die jedoch zumeist zugeschüttet wurden.
Zusätzlich wuchsen um die Gruben häufig Weidenbäume. Vermutlich die Weiden in der Absicht in der Nähe der Gruben gepflanzt wurden, dass deren Zweige beim Fachwerkbau verwendet werden konnten. In der Mundart wird für die Weiden das Wort Witt gebraucht. Die Wittkulle ist demnach wohl eine von Weiden umstandene Lehmgrube, in deren Nähe ein Bauernhof angelegt wurde.

## Geschichte
Die Geschichte der Wittkulle kann bis in das 15. Jahrhundert zurückverfolgt werden. Wittkulle war im 16. Jahrhundert wohl einer der Wohnorte für die Messermacher, die in den Schleifkotten an der Itter arbeiteten. Der Ort ist im Jahre 1715 in der Karte Topographia Ducatus Montani, Blatt Amt Solingen, von Erich Philipp Ploennies mit einer Hofstelle verzeichnet und als Witkul benannt. Er gehörte zur Honschaft Itter innerhalb des bergischen Amtes Solingen. Die Topographische Aufnahme der Rheinlande von 1824 verzeichnet den Ort als Witkul. Die Preußische Uraufnahme von 1844 verzeichnet ihn als Wittkull, in der Topographischen Karte des Regierungsbezirks Düsseldorf von 1871 ist der Ort erneut als Wittkull verzeichnet.
Nach Gründung der Mairien und späteren Bürgermeistereien Anfang des 19. Jahrhunderts gehörte der Ort zur Bürgermeisterei Wald, dort lag er in der Flur I. (Wittkull). 1815/16 lebten 40, im Jahr 1830 48 Menschen im als Weiler bezeichneten Wittkull. 1832 war der Ort Teil der Ersten Dorfhonschaft innerhalb der Bürgermeisterei Wald. Der nach der Statistik und Topographie des Regierungsbezirks Düsseldorf als Hofstadt kategorisierte Ort besaß zu dieser Zeit elf Wohnhäuser, eine Fabrikationsstätte bzw. Mühle und sieben landwirtschaftliche Gebäude. Zu dieser Zeit lebten 62 Einwohner im Ort, davon einer katholischen und 61 evangelischen Bekenntnisses. Die Gemeinde- und Gutbezirksstatistik der Rheinprovinz führt den Ort 1871 mit 16 Wohnhäuser und 85 Einwohnern auf. Im Gemeindelexikon für die Provinz Rheinland von 1888 werden für Wittkulle 21 Wohnhäuser mit 132 Einwohnern angegeben. 1895 besitzt der Ortsteil 14 Wohnhäuser mit 101 Einwohnern, 1905 werden 13 Wohnhäuser und 133 Einwohner angegeben.

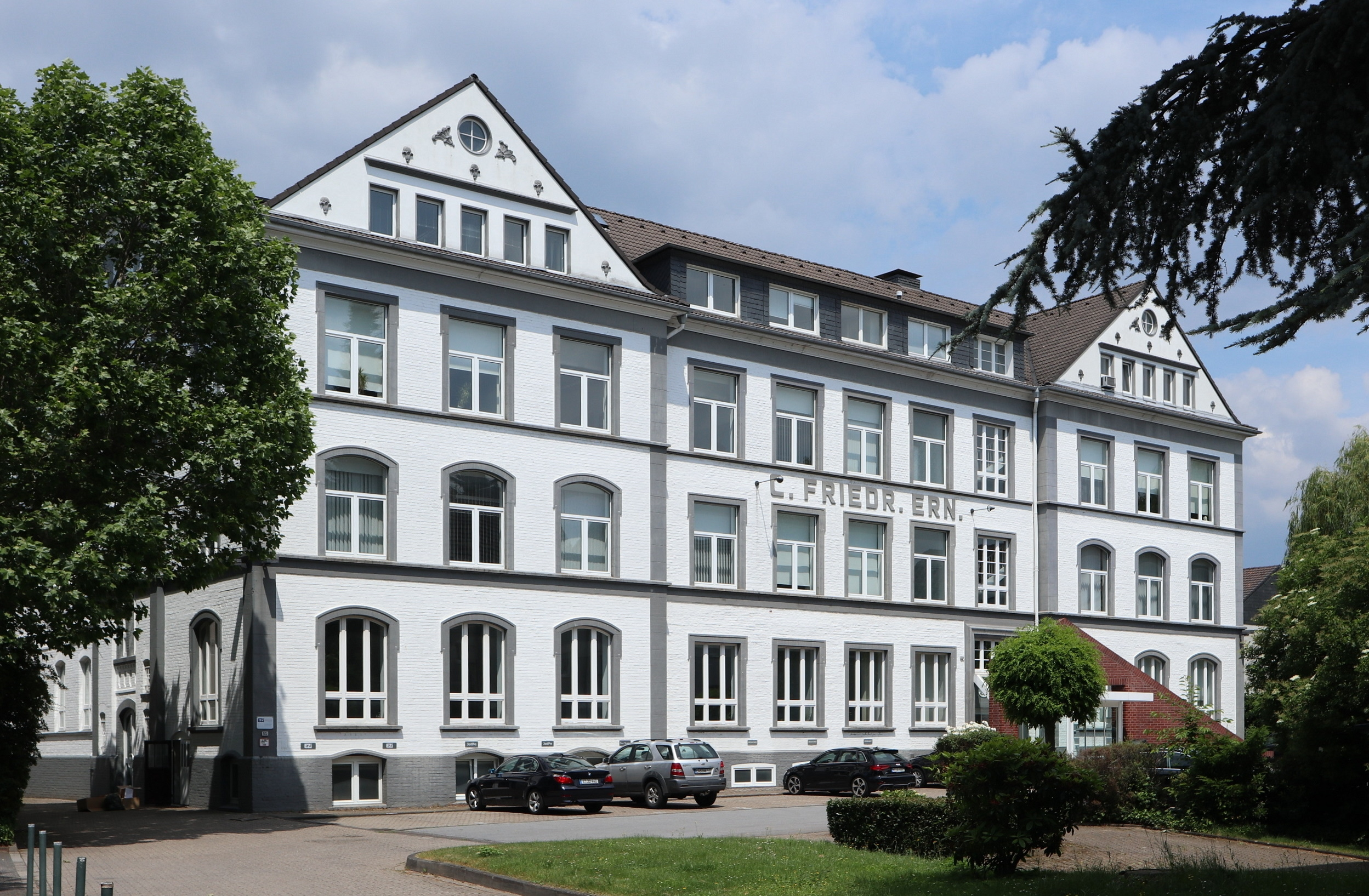
Verwaltungsgebäude der ehem. Rasiermesserfabrik Carl Friedrich Ern

Die Geschichte der nach ihrem Gründer Carl Friedrich Ern (1850–1924) benannten Fabrik für Rasiermesser an der Wittkulle begann im Jahre 1876, als Ern seinen Firmensitz vom Ernenkotten im Ittertal auf die Wittkulle verlegte. Ern entwickelte die 1893 einsatzfähige Schleifmaschine für Rasiermesser und konnte so mit einer Fertigung von tausend Rasierklingen pro Tag zur Massenproduktion übergehen. Mit der von Ern entwickelten Maschine zum gleichmäßigen Hohlschleifen der Klingen gelang es der Firma, die Vormachtstellung der Briten auf dem Weltmarkt zu brechen. In Solingen löste die Erfindung einen regelrechten Boom in der Branche aus. Während von 1853 bis 1873 lediglich dreißig Arbeiter in der Rasiermesserfertigung im Solinger Raum tätig waren, stieg ihre Zahl zum Ende des 19. Jahrhunderts auf 2.000 an. Die in C. F. Erns Betrieb ausgebildeten Arbeiter machten sich auch vielfach selbständig gründeten eigene Firmen.:102 Von 1913 bis 1916 errichtete der erfolgreiche Unternehmer Ern bei Mittelitter in Eigeninitiative ein für die Öffentlichkeit bestimmtes Freibad, das Strandbad Ittertal.
Im Jahre 1895 wurde an der Wittkulle eine evangelische Volksschule eingeweiht. Nach dem Zweiten Weltkrieg eröffnete die Schule zunächst als katholische Volksschule, bevor sie schließlich 1968 als städtische Gemeinschaftsgrundschule Wittkulle neu gegründet wurde. Die Schule wurde infolge rückläufiger Schülerzahlen im Jahre 2012 geschlossen. Sie dient seit 2015 als Dependance der städtischen Förderschule Wilhelm-Hartschen-Schule.
Mit der Städtevereinigung zu Groß-Solingen im Jahre 1929 wurde Wittkulle ein Ortsteil Solingens. Im zweiten Viertel des 20. Jahrhunderts entstand am Talhang der Wittkulle hinunter ins Ittertal eine Kleingartenanlage. Historische Bausubstanz ist heute an der Wittkulle nur noch wenig vorhanden. Neben dem ehemaligen Fabrikgebäude der C. F. Ern, das heute als Gewerbepark genutzt wird, stehen am oberen Ende der Mittelitterstraße noch einige wenige verschieferte Fachwerkhäuser, viele andere wurden abgerissen.